# Guadalupe Victoria
Guadalupe Victoria (phát âm tiếng Tây Ban Nha: [ɡwaðaˈlupe βikˈtoɾja], 29 tháng 9 năm 1786 - 21 tháng 3 năm 1843), tên lúc sinh là José Miguel Ramón Adaucto Fernández y Félix,, là một nhà lãnh đạo chính trị và chính trị Mexico, Đế chế Tây Ban Nha trong Chiến tranh giành độc lập ở Mê-hi-cô. Ông là phó của Phòng Đại diện Mexico tại Durango và là thành viên của Quyền lực Tối cao sau sự sụp đổ của Đế chế Mexico đầu tiên. Sau khi thông qua Hiến pháp năm 1824, Victoria đã được bầu làm Tổng thống đầu tiên của Đệ nhất cộng hòa Mexico.
Trong nhiệm kỳ làm Tổng thống, ông đã thiết lập quan hệ ngoại giao với Vương quốc Anh, Hoa Kỳ, Cộng hòa Liên bang Trung Mỹ, và Gran Colombia. Ông cũng bãi bỏ chế độ nô lệ, thành lập Bảo tàng Quốc gia, thúc đẩy giáo dục, [và phê chuẩn biên giới với Hoa Kỳ. Về mối quan hệ với các lãnh chúa thuộc địa cũ của Mexico, ông ta đã ra một đạo luật để trục xuất người Tây Ban Nha ở lại đất nước này và đánh bại thành trì cuối cùng của Tây Ban Nha trong lâu đài San Juan de Ulúa.
Victoria là vị tổng thống duy nhất đã hoàn thành nhiệm kỳ của mình trong hơn 30 năm của một nước Mexico độc lập. Ông qua đời vào năm 1843 ở tuổi 56 do động kinh ở pháo đài Perote, nơi ông đang điều trị y khoa. Vào ngày 8 tháng 4 cùng năm, người ta tuyên bố rằng tên của ông được viết bằng chữ vàng trong phòng họp Hạ viện Mexico.